# Niewsza
Niewsza – staropolskie imię męskie, złożone z dwóch członów: nie- (negacja) i -wsza ("wszędzie", "wszystek"). Mogło powstać przez negację imion z pierwszym członem Wsze-.